# Barnim (IX)
Barnim (IX) (ur. po 1465, zm. 1474 w Darłowie) – syn Eryka II, księcia wołogoskiego, słupskiego i szczecińskiego oraz Zofii.
We współczesnej genealogii – Barnima uważa się za najmłodszego ze znanych synów Eryka II i Zofii (E. Rymar). Nowożytna literatura przedmiotu przedstawiała inne stanowisko w tej sprawie. J. Bugenhagen uważał, że był drugim synem księcia Eryka II, zaś T. Kantzow, że trzecim, po Warcisławie XI, bądź Kazimierzu VI. Barnim zmarł przed osiągnięciem wieku sprawnego.
Pochowany został w kościele pw. NMP Wniebowziętej w Darłowie, bądź pobliskim klasztorze kartuzów.

## Genealogia
| Warcisław IX ur. 1395? lub w okr. 1395–1400 zm. 17 IV 1457 | Warcisław IX ur. 1395? lub w okr. 1395–1400 zm. 17 IV 1457 |                                                       |                                                       | Zofia ur. najwcz. 1374 zm. 1462 | Zofia ur. najwcz. 1374 zm. 1462 |  |  | Bogusław IX ur. najp. 1405 zm. 7 XII 1446 | Bogusław IX ur. najp. 1405 zm. 7 XII 1446 |                                     |                                     | Maria mazowiecka ur. najp. w okr. 1412–1415 zm. 18 II 1454 | Maria mazowiecka ur. najp. w okr. 1412–1415 zm. 18 II 1454 |
|                                                            |                                                            |                                                       |                                                       |                                 |                                 |  |  |                                           |                                           |                                     |                                     |                                                            |                                                            |
|                                                            |                                                            |                                                       |                                                       |                                 |                                 |  |  |                                           |                                           |                                     |                                     |                                                            |                                                            |
|                                                            |                                                            | Eryk II ur. w okr. 1418–1425 lub poźn. zm. 5 VII 1474 | Eryk II ur. w okr. 1418–1425 lub poźn. zm. 5 VII 1474 |                                 |                                 |  |  |                                           |                                           | Zofia ur. ok. 1434 zm. 24 VIII 1497 | Zofia ur. ok. 1434 zm. 24 VIII 1497 |                                                            |                                                            |
|                                                            |                                                            |                                                       |                                                       |                                 |                                 |  |  |                                           |                                           |                                     |                                     |                                                            |                                                            |
|                                                            |                                                            |                                                       |                                                       |                                 |                                 |  |  |                                           |                                           |                                     |                                     |                                                            |                                                            |
|                                                            |                                                            |                                                       |                                                       |                                 |                                 |  |  |                                           |                                           |                                     |                                     |                                                            |                                                            |

|  |  |  |  | Barnim (IX) (ur. po 1465, zm. 1474) |